# Hugo von Oidtman
Friedrich Franz Hugo von Oidtman (* 20. August 1835 in Trier; † 22. März 1903 in Sondershausen) war ein preußischer General der Infanterie.

## Leben

### Herkunft
Er entstammte einer seit Jahrhunderten zu den Erkelenzer Ratsfamilien, deren seit langem geführter Adel wurde am 11. Juni 1838 vom preußischen König anerkannt, und war der Sohn von Joseph von Oidtman (1798–1877), zuletzt preußischer Major im Rheinischen Ulanen-Regiment Nr. 7 in Saarbrücken und dessen Ehefrau Caroline, geborene Freiin von Eberstein (1809–1862). Sein mütterlicher Großvater war der kurbayerischen Kammerherr, Generaldirektor der Kaiserlichen Reichspost in Regensburg, und zuletzt großherzoglich Frankfurter Staatsminister Karl Theodor Freiherr von Eberstein.
Er hatte sieben Brüder und zwei Schwestern. Drei Brüder wurden ebenfalls Generale der preußischen Armee: Ernst (1854–1937) und Wilfried (1837–1914) Generalleutnant, Robert (1842–1914) General der Infanterie.

### Militärkarriere
Oidtman trat 1853 als Avantageur in das 7. Jäger-Bataillon der Preußischen Armee ein und avancierte bis Mitte März 1855 zum Sekondeleutnant. Von 1858 bis 1861 war er zur weiteren Ausbildung an die Allgemeine Kriegsschule kommandiert, stieg 1863 zum Premierleutnant auf und war im gleichen Jahr zum 10. Infanterie-Regiment kommandiert. 1864 kämpfte er im Deutsch-Dänischen Krieg bei Missunde und nahm an der Erkundung von Sandberg sowie dem Sturm auf die Düppeler Schanzen teil.
Während des Deutschen Krieges von 1866 war er zunächst Kommandeur des Ersatz-Bataillons. Am 21. Juni 1866 wurde Oidtman Kompanieführer im neuerrichteten Jäger-Bataillons Nr. 9 und nahm mit diesem am Mainfeldzug teil. Am 30. August 1866 wurde er Hauptmann und Kompaniechef.
Während des Deutsch-Französischen Krieges wurde er in der Schlacht bei Gravelotte verwundet, nahm an der Belagerung von Metz sowie den Schlachten von Orleans, Beaugency und Le Mans teil. Dafür erhielt er beide Klassen des Eisernes Kreuzes. Anschließend führte er vom 18. Januar bis zum 27. Februar 1871 ein Bataillon im Holsteinischen Infanterie-Regiment Nr. 85. 1875 erfolgte mit der Beförderung zum Major seine Versetzung in das Oldenburgische Infanterie-Regiment Nr. 91. Von dort kam er 1880 als Kommandeur in das Ostpreußische Jäger-Bataillon Nr. 1. Im Jahr 1882 erhielt er das Patent als Oberstleutnant und wurde 1884 zum Mitglied der Gewehr-Prüfungskommission in Spandau ernannt. Im Jahr darauf wurde er als Präses der Kommission ernannt und zum Oberst befördert. 1889 wurde er Generalmajor und am 17. Juni 1889 als Kommandeur in die 11. Infanterie-Brigade versetzt. 1890 folgte seine Ernennung zum Inspekteur der Jäger und Schützen und gleichzeitig beauftragte man ihn mit der Führung der Geschäfte des Kommandeurs des Reitenden Feldjägerkorps beauftragt. 1892 zum Generalleutnant befördert, wurde er Kommandeur der 8. Division und in Genehmigung seines Abschiedgesuches am 18. April 1895 zur Disposition gestellt.
1898 erhielt Oidtman den Charakter als General der Infanterie.

### Familie
Oidtman heiratete am 26. März 1867 Mathilde Freiin von Stein zu Lausnitz (* 1845), Tochter des Ferdinand von Stein und der Adriane, geborene Gräfin von Alt-Leiningen-Westerburg. Die beiden Großväter der Ehefrau waren Franz Joseph von Stein und Friedrich I. zu Leiningen-Westerburg-Altleiningen. Das Paar hatte mehrere Kinder:
- Ernst (1868–1914), preußischer Major ⚭ 1897 Marie Luise Behm (* 1873)
- Veronika (1869–1873)
- Charlotte (* 1872), Hofdame d. Fürstin Waldeck-Arolsen
- Berta (* 1874), verheiratet mit d. Bremer Senatspräsident Johann Friedrich Wessels[4]
- Hermann (1876–1884)
- Johanna (Hanna) (* 1878), Schwester d. Johanniterordens
- Klara (Clara) (* 1880), Hofdame d. Fürstin Reuß j. L.
- Robert (* 1884), preußischer Major, Ehrenritter d. Johanniterordens

Seine Urenkelin Adelheid von Brockhusen (* 1924 in Chemnitz, † 2003 in Malsburg) war mit Bernhard Ludwig von Mutius verheiratet.